# 东新镇
东新乡，是中华人民共和国四川省泸州市古蔺县下辖的一个乡镇级行政单位。

## 行政区划
东新乡下辖以下地区：
李家寨村、兴文村、建东村、姚家村、东新村、德华村、渔洞村、民主村和呐喊村。